# Parappa the Rapper
PaRappa the Rapper (japanska: パラッパラッパー), även känt som "PaRappaRappa", är ett rytmspel till Sony Playstation skapat av Masaya Matsuura och hans företag NanaOn-Sha. Spelet lanserades i Japan den 6 december 1996, och senare i Nordamerika 31 oktober 1997 och i Europa i september 1998. Det räknas ofta som det första stora moderna rytmspelet som startade genren och det har haft ett stort inflytande på genren. Det är inte ett avancerat spel för erfarna spelare, men spelet är ihågkommet för sin unika grafiska design, sarkastiska musik och bisarra handling. Trots att spelet är gjort i japan så är all konversation och dialog på engelska i alla versioner av spelet. Spelet är uppkallat efter huvudpersonen Parappa, som är en rappande hund.
Spelet gav upphov till en marknadsföringskampanj i Japan, spinoffen UmJammer Lammy 1999, en animeserie 2001 och den direkta uppföljaren PaRappa the Rapper 2 till Playstation 2 2002. En portning av originalspelet till Playstation Portable släpptes i Japan december 2006 och i Nordamerika och Europa juli 2007.

## Spelsätt
Spelet går ut på att man ska repetera en sekvens med knapptryckningar. Man ska trycka på knapparna i rätt ordning och med rätt tajming. När man trycker rätt hörs en röst som går att tyda, men om man trycker fel så får man bara höra struntprat och ljud som inte går att tyda.

## Utveckling

### PSP-versionen
Portningen PaRappa the Rapper släpptes till Playstation Portable i Japan december 2006 och i Nordamerika och Europa juli 2007, 10 år efter att originalspelet släpptes. Det är portning av originalet med tillägg av multiplayer via mobilt ad-hoc nätverk; det gav möjligheten att spela upp till 4 personer och ladda ner remixar av existerande låtar. Portningen innehåller dock inga fixar på några fel från originalspelet, så som felsynkade läppar eller poängmätaren och förbättrar inte grafiken. I samband med PSP-lanseringen så släppte Sony soundtracket till spelet gratis via webbsidan PSP Fanboy (dock endast i ett begränsat antal nedladdningar).

## Mottagande
| Mottagande                         | Mottagande                                                     |
| Samlingsbetyg                      | Samlingsbetyg                                                  |
| Tjänst                             | Betyg                                                          |
| ---------------------------------- | -------------------------------------------------------------- |
| Gamerankings                       | PS: 88% (17 reviews) PSP: 67% (50 reviews)                     |
| Metacritic                         | PS: 92% (15 reviews) PSP: 67% (43 reviews)                     |
| TopTenReviews                      | PS: 3.61 out of 4 (19 reviews) PSP: 2.74 out of 4 (19 reviews) |
| Recensionsbetyg                    |                                                                |
| Publikation                        | Betyg                                                          |
| 1UP.com                            | PSP: B-                                                        |
| Allgame                            | PS: PSP:                                                       |
| Computer and Video Games           | PS: 7.0 out of 10                                              |
| Eurogamer                          | PSP: 7 out of 10                                               |
| Gamepro                            | PSP:                                                           |
| Game Revolution                    | PSP: C-                                                        |
| Gamespot                           | PS: 8.5 out of 10 PSP: 6.5 out of 10                           |
| Gamespy                            | PSP:                                                           |
| Gamesradar                         | PSP: 7 out of 10                                               |
| Gametrailers                       | PSP: 6.5 out of 10                                             |
| Gamezone                           | PSP: 6.9 out of 10                                             |
| IGN                                | PS: 9 out of 10 PSP: 6.8 out of 10                             |
| Official PlayStation Magazine (US) | PS: A+                                                         |
| PSM3                               | PSP: 7.5 out of 10                                             |

PaRappa the Rapper såldes i 761 621 exemplar i Japan fram tills 1997, vilket gjorde det till det 7:e bäst säljande spelet för året i den regionen. Per den 26 december 2004 har originalversionen sålts i 937 976 exemplar i Japan, medan nylanseringen för "Playstation the best" har sålt i 306 261 exemplar.
Vid det första årliga Interactive Achievement Awards 1998 vann PaRappa the Rapper pris för "Outstanding Achievement in Interactive Design" och "Outstanding Achievement in Sound and Music" och nominerades till "Interactive Title of the Year".